# Suriname Major League
Die Suriname Major League (SML) ist die Spielklasse im Profifußball von Suriname.
Am 22. Februar 2024 erfolgte die offizielle Proklamation der Profiliga durch den Präsidenten des surinamischen Fußballverbandes John Krishnadath. Sie wurde als Nachfolger der bisherigen Amateurklasse Eerste Divisie nach längerer Vorbereitung zur Saison 2024 mit 10 Vereinen eingeführt. 

## Vereine
Am 23. Februar starteten die folgenden Vereinsmannschaften in die Saison 2024:
- SV Robinhood, Paramaribo
- SV Transvaal, Paramaribo
- Inter Moengotapoe, Moengo
- SV Leo Victor Paramaribo
- SV Voorwaarts, Paramaribo
- Politie Voetbal Vrienden, Paramaribo
- SV Notch, Moengo
- SV Broki, Paramaribo, Abrabroki
- FC Flora, Paramaribo
- FC Inter Wanica, Paramaribo

### Austragungsmodus, erster Landesmeister der Profiliga
Abschlusstabelle und Punkte nach 18 Spielen in Hin- und Rückrunde:
- SV Transvaal: 40
- SV Robinhood: 40
- SV Voorwaarts: 36
- Inter Moengotapoe: 34
- SV Notch: 34
- Politie Voetbal Vrienden: 26
- FC Flora: 16
- SV Broki: 10
- FC Inter Wanica: 9
- SV Leo Victor: 7

Nach dieser Phase endete der Wettbewerb für die Teams auf den Plätzen 5 bis 10. Die vier besten Teams der ersten beiden Runden kamen in die Play-offs, die aus zwei Halbfinals und einem Endspiel bestanden. Hier setzten sich in den Halbfinals der SV Transvaal und SV Robinhood durch. Am 24. August 2024 siegte der SV Robinhood im Endspiel mit 2:0 Toren und wurde damit der erste Landesmeister der Profiliga.
Alle Spiele wurden im Franklin-Essed-Stadion ausgetragen.
Zum Abschluss der ersten Saison der Profiliga wurden am 21. September 2024 durch die SML folgende Personen ausgezeichnet:
- Romeo Kastiel (Inter Moengotapoe) mit 22 Toren in 18 Spielen Rekordtorschütze der Saison,
- Renske Adipi (Robinhood) bester Spieler der Saison,
- Jonathan Fonkel (Robinhood) bester Torwart der Saison- und
- Roberto Gödeken (Robinhood) bester Trainer der Saison 2024.[3]

## SML Saison 2025
Die Saison und Meisterschaft, erneut mit 10 Mannschaften wurde von Ende Januar bis zum 12. Juli 2025 ausgetragen. Die Abschlusstabelle nach Hin- und Rückspielen mit den Punktzahlen:
- SV Robinhood: 42
- SV Transvaal: 37
- SV Voorwaarts: 34
- SV Notch: 32
- Politie Voetbal Vrienden (PVV): 31
- Inter Moengotapoe: 30
- FC Inter Wanica: 16
- SV Leo Victor: 13
- FC Flora: 11
- SV Broki: 6

Nach der regulären Saison qualifizierten sich die ersten sechs Clubs für die Playoffs. Hierbei waren die ersten beiden Clubs bereits für die Halbfinals qualifiziert.
In den beiden Viertelfinals setzten sich PVV gegen SV Notch und Inter Moengotapoe gegen SV Voorwarts durch. In den ebenfalls in zwei Runden ausgetragenen Halbfinals gewannen PVV gegen den SV Robinhood und Inter Moengotapoe gegen SV Transvaal.
Das am 12. Juli 2025 ausgetragene Endspiel gewann Inter Moengotapoe mit 2:1 gegen den PVV und wurde damit neuer surinamischer Fußballmeister. Alle Spiele der SML wurden erneut im Franklin-Essed-Stadion ausgetragen.